# Адріан Сардінеро
Адріан Сардінеро (ісп. Adrián Sardinero, нар. 13 жовтня 1990, Леганес) — іспанський футболіст, нападник клубу «Аполлон».

## Ігрова кар'єра
Народився 13 жовтня 1990 року в місті Леганес. Вихованець футбольної школи клубу «Хетафе» і з 2008 року став виступати за дублюючу команду «Хетафе Б». 
Його перший матч за першу команду відбувася 13 січня 2010 року в другому матчі другого раунду Кубка Іспанії проти «Малаги», в якій гравець замінив Роберто Сольдадо. Цей матч залишився єдиним в тому сезоні за головну команду. Перший гол на вищому рівні забив 27 жовтня 2010 року проти «Португалете» в першому матчі Кубка Іспанії. Його дебют на євроарені відбувся 30 вересня 2010 року в матчі групового етапу Ліги Європи проти «Янг Бойз». Місяць по тому, у домашньому матчі проти того ж швейцарського суперника, він забив єдиний гол у грі.
Дебютний матч у Ла Лізі провів 14 листопада 2010 року проти «Валенсії», замінивши Педро Ріоса. Перший гол у вищому іспанському дивізіоні забив 2 квітня 2011 року тій же «Валенсії» (2:4). Всього за сезон 2010/11 зіграв у 11 матчах Ла Ліги (1 гол), 2 матчах Кубка Іспанії (1 гол) та 3 матчах Ліги Європи (1 гол), але основним гравцем не став.
13 серпня 2011 року був відданий в оренду в клуб Сегунди «Еркулес». Після вдалого сезону, в якому молодий Сардінеро був основним гравцем клубу, клуб викупив контракт гравця, підписавши з ним повноцінний контракт на 3 роки. Після цього Адріан провів у клубі ще два сезони у Сегунді, також будучи основним гравцем у кожному з них.
Влітку 2014 року, після вильоту його клубу до Сегунди Б, перейшов у кіпрський АЕЛ. Відіграв за лімасольську команду наступні два сезони своєї ігрової кар'єри. Більшість часу, проведеного у складі АЕЛа, був основним гравцем атакувальної ланки команди.
До складу клубу «Аполлон» приєднався влітку 2016 року. У 2017 році виграв з командою Кубок і Суперкубок Кіпру. Станом на 5 березня 2018 року відіграв за клуб з Лімасола 50 матчів в національному чемпіонаті.

## Титули і досягнення
- Володар Кубка Кіпру (1):

«Аполлон»: 2016–17
- Володар Суперкубка Кіпру (2):

АЕЛ: 2015
«Аполлон»: 2017